# Potentilla crantzii
Espèce
La potentille de Crantz (Potentilla crantzii) est une espèce de plantes à fleurs de la famille des rosacées. C'est une plante herbacée dont les fleurs jaunes d'un diamètre de 15 à 20 mm s'épanouissent de juin à aout.

## Distribution
En France, on a trouve dans les régions montagneuses (Alpes, Massif central, Vosges et Jura, Pyrénées).

## Habitat
Pelouses et rocailles calcaires, jusqu'à une altitude de 3 000 m.

## Espèce proche
La potentille dorée (Potentilla aurea) affectionnant les pelouses acides des montagnes.